# Whirimako Black
Whirimako Black (Whakatane, 1961) es una música, cantante y actriz neozelandesa, de origen maori.

## Biografía
Black canta principalmente en el idioma maorí usa formas musicales tradicionales y colabora con los instrumentos tradicionales de la cultura maorí. 
En participó del tema “The way you dream” del álbum  1 Giant Leap junto a la estrella india Asha Bhosle y el cantante estadounidense Michael Stipe.
Blanck tiene ocho álbumes publicados.
En 2006 nombrada miembro de la Orden del Mérito de Nueva Zelanda.

## Álbumes
- 1999, Shrouded In The Mist
- 2002, Hohou Te Rongo
- 2004, Tangihaku
- 2006, Kura Huna
- 2006, Soul Sessions
- 2007, Sings
- 2011, The Late Night Plays

## Filmografía
- 2013, Mentiras blancas
- 2016, The Spectacular Imagination Of The Pohara Brothers
- 2017, How the light gets in
- 2019, Upstream